# لب‌خرگوشی
لب خرگوشی (نام علمی: Lagochilus) نام یک سرده از تیره نعناعیان است.